# Humboldt-pingvin
A Humboldt-pingvin (Spheniscus humboldti) a madarak (Aves) osztályának pingvinalakúak (Sphenisciformes) rendjébe, ezen belül a pingvinfélék (Spheniscidae) családjába és a Spheniscinae alcsaládjába tartozó dél-amerikai úszómadár. Neve az élőhelyének közelében található Humboldt-áramlatra utal, amely a nagy német felfedezőről és földrajztudósról, a Venezuelát és Mexikót is megjárt Alexander von Humboldtról kapta a nevét.

## Előfordulása
Mint minden pingvin, ez a faj is a tenger közelében él, csak fészkelni jár a partra. A vadon élő populációk 2/3-a Chile, fennmaradó része pedig Peru csendes-óceáni partvidékén és szigetein fordul elő, a déli szélesség 5–42° között, zömmel a trópusi éghajlati övben. Ennél északabbra csak az Egyenlítő mentén élő galápagosi pingvin fordul elő a pingvinek csoportján belül.

## Megjelenése
A délebbre előforduló Magellán-pingvinekhez nagyon hasonló Humboldt-pingvinek átlagosan 70 centiméter hosszúak, testtömegük pedig 4 kilogramm. Hátuk, szárnyuk és csőrük fekete, szemük vörösesbarna, hasuk fehér. A toroknál egyetlen vastag fehér sávból indulnak ki a részben a szemekhez, részben a has fehér foltjával párhuzamosan futó csíkok, szemben a Magellán-pingvin két elkülönülő sávjával. A Humboldt-pingvin csőre is erősebb rokonáénál, körülötte csupasz, rózsaszín folt látható, amelynek a hőszabályozásban van nagy szerepe.

## Életmódja
A kifejlett példányok a part közelében keresik táplálékukat, amely különféle halakból (szardella, szardínia, Normanichthys crockeri, makrélacsuka (Cololabis saira) stb.), rákokból és tintahalakból áll. A vadászatra leginkább 60 méterrel a tengerszint alatti mélységig terjedő sávban kerül sor, de már feljegyeztek 150 méteres merülést is.
Költési időszakban a kolóniát ritkán hagyják el 35 kilométernél nagyobb távolságra a táplálékot kereső felnőttek, de a téli időszakban több száz kilométeres vándorutakat tehetnek meg a nyílt vízen, mielőtt visszatérnének a telepre.
Kedvező körülmények esetén gyakran két fészekaljat is felnevelnek a szülők egy költési szezonban. Mivel a költés és fiókanevelés 5 hónapig, a vedlés pedig 2 hónapig tart, a szülők gyakran egész évben költőhelyeik közelében maradnak. A vedlésre január–februárban kerül sor, előtte és utána két hétig a kifejlett állatok intenzíven táplálkoznak, hogy a költés és a vedlés során elvesztett súlyt visszaszerezhessék.

## Szaporodása
A Humboldt-pingvinek szaporodása bármikor bekövetkezhet március és december között, bár helytől függően két csúcsidőszak jellemző (április–május és szeptember–október). A monogám pár sok esetben ragaszkodik régi, mélyedésekben és hasadékokban berendezett fészkéhez, ahova a tojó 2–4 napos eltéréssel két tojást rak. A költés 40–42 napig tart, és mindkét szülő kiveszi belőle a részét, míg párjuk táplálékért jár.
A néhány napos eltéréssel kikelő fiókák naponta kapnak táplálékot szüleiktől. A rohamosan növekvő utódokat eleinte felül barnásszürke, alul krémszínű „köztes” tollazat borítja, amely kiválóan hőszigeteli őket, így szüleik minden energiájukat a táplálékkeresésre fordíthatják.
A fiókák végül 10–12 hetesen elhagyják szüleiket, és több hónapon keresztül róják a tengert. Ekkor már nagyon hasonlítanak szüleikre, bár a fekete csík hiányzik a hason és alapvetően fakóbb színűek. Kétéves korukra válnak ivaréretté, és akár 30 évig is élhetnek állatkerti körülmények között.

## Védettsége
Ma a faj vadonban előforduló állományának összlétszáma mintegy 12 000 példányra tehető, és rohamosan csökken. Ez leginkább az ipari méretű guanó-gyűjtéssel, a zsákmányállatok mind intenzívebb halászatával és a rengeteg, hálókba gabalyodott pingvin pusztulásával magyarázható. A kolóniák különösen érzékenyen reagálnak az úgynevezett ENSO-ra (El Niño Southern Oscillation), ami hosszú ideig tartó táplálékhiányt okozhat, de a fészkelőtelepeket is elmoshatja a sok esőzés. 
Európában az Európai Állatkertek és Akváriumok Szövetsége felügyelete alá tartozó Európai Veszélyeztetett Fajok Programja (EEP) keretében tenyésztik a faj egyedeit.
Magyarországon csak a Nyíregyházi Állatparkban tartják.

## Rokon fajai
A Spheniscus nembe összesen négy, nagyon hasonló pingvinfaj tartozik:
- galápagosi pingvin (Spheniscus mendiculus)
- Humboldt-pingvin (Spheniscus humboldti)
- Magellán-pingvin (Spheniscus magellanicus)
- pápaszemes pingvin (Spheniscus demersus)

## Képgaléria

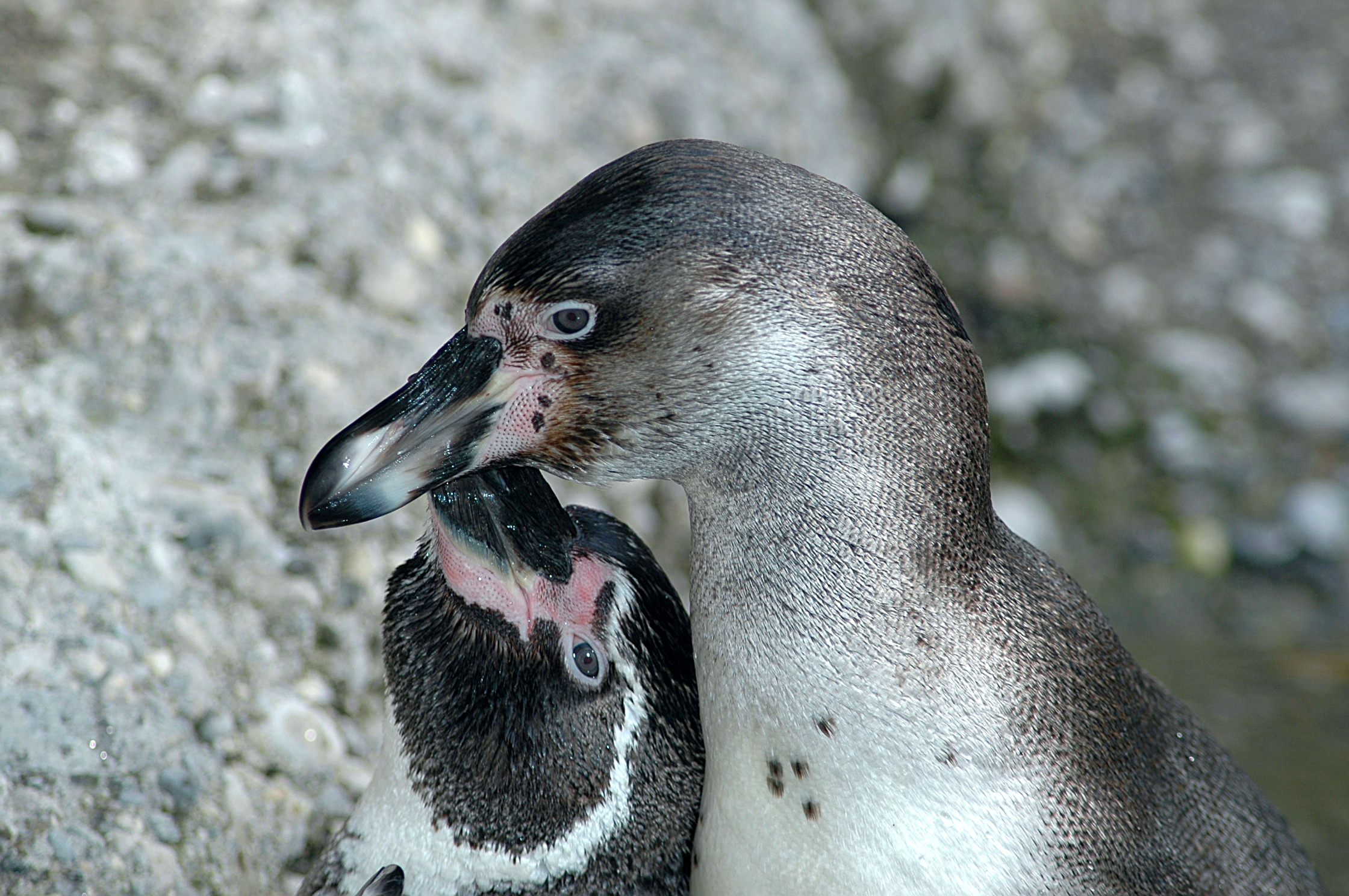
Anyányi fiókáját tápláló szülő
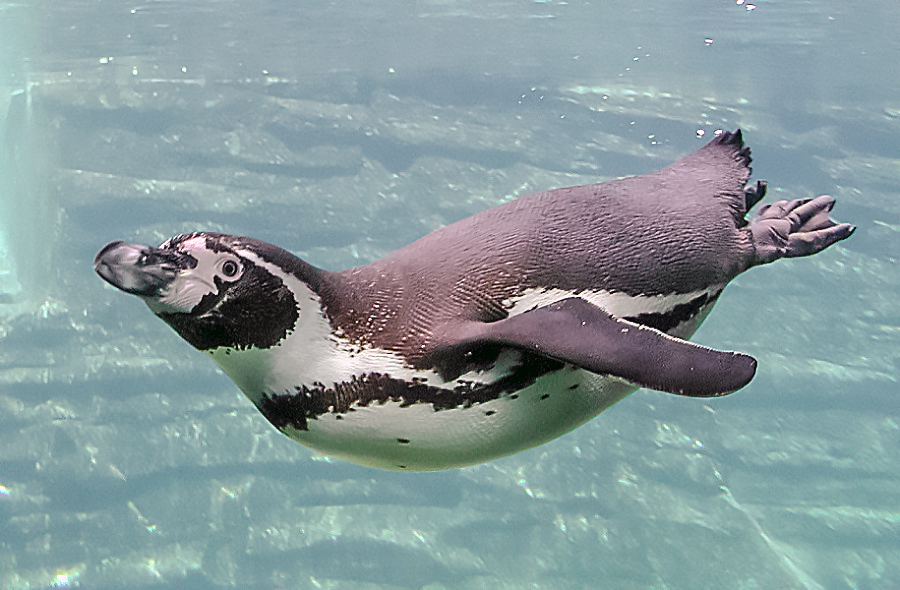
Úszó Humboldt-pingvin
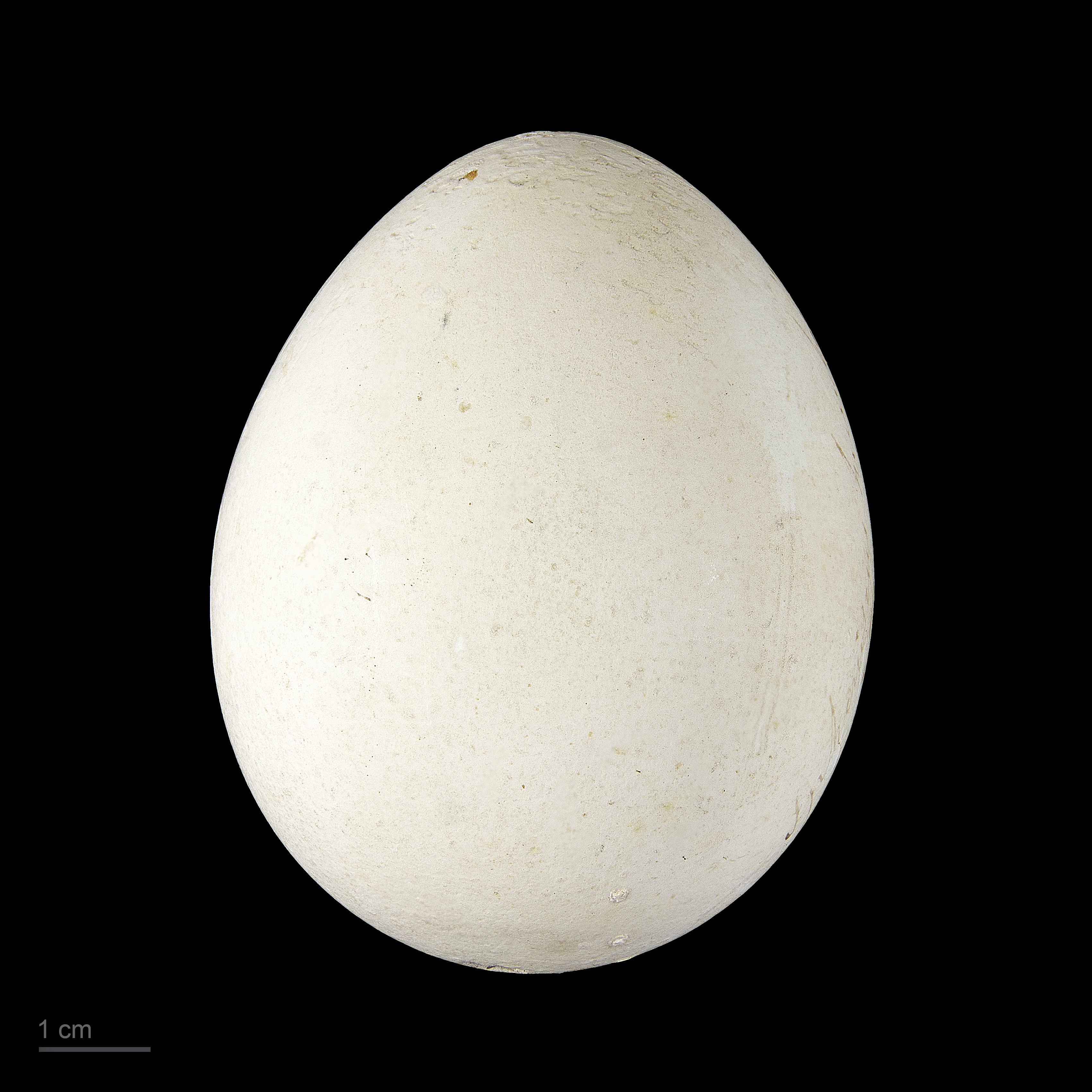
A Spheniscus humboldti tojása